# Alfonso Luna
Alfonso Luna Islas (Metepec, 23 gennaio 1990) è un calciatore messicano, difensore dell'Oaxaca.

## Caratteristiche tecniche
È un terzino destro.

## Carriera
Cresciuto nel settore giovanile del Pumas UNAM, dal 2008 al 2011 ha militato nella squadra riserve del Pumas Morelos collezionando 73 presenze nella seconda divisione messicana. Dal 2011 al 2013 ha giocato in prestito all'Atlante, con cui ha esordito in Liga MX disputando l'incontro perso 2-0 contro il Guadalajara del 24 luglio. Dopo un'ulteriore stagione presso la squadra riserve dell'UNAM, nel frattempo ridenominata Atlético Coatzacoalcos, nel 2014 è stato ceduto a titolo definitivo al club rossoblu.
Nel 2020 ha lasciato l'Atlante per trasferirsi al Querétaro, dopo 126 presenze disputate fra campionato e coppe, nell'ambito di una compravendita di franchigie che ha coinvolto, oltre alle due squadre sopracitate, il Club Tijuana.